# Elizabeth Clarke
Elizabeth Clarke (c. 1565 - 1645) foi a primeira mulher perseguida pelo General Matthew Hopkins, em 1645, em Essex, Inglaterra. Ela foi acusada de bruxaria pelo alfaiate local, John Rivet. Magistrados locais nomearam John Stearne e Hopkins para investigar. Isso levou a novas acusações e a mortes de até 200 pessoas. Ela era uma mulher com mais de 80 anos de idade, com apenas uma perna, que confessou ser uma bruxa depois de ter sido privada de sono por várias noites. Ela então foi enforcada.
Rebecca West, filha de Anne West (outra acusada), deu provas contra ela, em troca de sua vida.